# Šípková
Šípková je název přírodní rezervace v Národním parku Poloniny na severovýchodním Slovensku. Šípková se nachází v katastrálním území obce Stakčín v okrese Snina v Prešovském kraji na hranici s Polskem. Tato přírodní rezervace byla vyhlášená v roce 1992 a slouží k ochraně lučních, sutinových a lesních bukových společenstev Bukovských vrchů.